# Joey Rosskopf
Joey Rosskopf (* 5. September 1989 in Decatur, Georgia) ist ein ehemaliger US-amerikanischer Radrennfahrer.

## Sportlicher Werdegang
Joey Rosskopf begann seine internationale Karriere 2010 bei dem US-amerikanischen Continental Team Mountain Khakis-Jittery Joe's. Ende der Saison 2011 fuhr er als Stagiaire beim Professional Continental Team Type 1-Sanofi und gewann mit der dritten Etappe der Tour of Rwanda, die er auf den zweiten Rang in Gesamtwertung beendete, seinen ersten internalen Wettbewerb.
Im Jahr 2013 wechselte Rosskopf zum Hincapie Sportswear Development Team, das als Farmteam des BMC Racing Team diente. Er beendet den Flèche du Sud auf dem dritten Gesamtrang, ehe er eine Etappe und die Gesamtwertung der Paris-Arras Tour für sich entschied. Weiters gewann er das Einzelzeitfahren der Tour de Beauce. In der Saison 2014 ging er bei den Panamerika-Meisterschaften im mexikanischen Puebla an den Start und holte im Straßenrennen und Einzelzeitfahren die Silbermedaille. Bei der Tour of Utah musste er sich bei der Bergankunft im Snowbird Resort nur dem Tour-de-France-Sieger Cadel Evans geschlagen geben, sicherte sich jedoch die Bergwertung der Rundfahrt.
Nach zwei Jahren wechselte Rosskopf zum UCI WorldTeam BMC und bestritt mit der Vuelta a España 2015 seine erste Grand Tour, die er auf dem 124. Gesamtrang beendete. Ein Jahr später bestritt er den Giro d’Italia und gewann nach einem Etappensieg die Gesamtwertung der Tour du Limousin. Bei den Straßenradsport-Weltmeisterschaften holte er am Ende der Saison mit seinen Teamkollegen die Silbermedaille im Mannschaftszeitfahren. In den Jahren 2017 und 2018 wurde Rosskopf US-amerikanischer Zeitfahrmeister. Nachdem seine Mannschaft ab dem Jahr 2019 als CCC Team unter polnischer Lizenz fuhr, gab er sein Tour-de-France-Debüt und belegte den 73. Gesamtrang. Im Jahr 2020 gewann er die Bergwertung der Tour Down Under.
Im Jahr 2021 wechselte Rosskopf im Alter von 31 Jahren zum US-amerikanischen UCI ProTeam Rally Cycling (später Human Powered Health) und wurde im selben Jahr erstmals nationaler Meister im Straßenrennen. Seine letzten beiden Saisonen bestritt er für das Schweizer Q36.5 Pro Cycling Team, ehe er mit Ende 2024 seine Karriere beendet.
Nach seiner sportlichen Laufbahn übernahm er im US-amerikanischen UCI Continental Team Project Echelon Racing die Rolle eines Sportdirektors.

## Erfolge
2011
- eine Etappe Tour of Rwanda

2013
- Gesamtwertung und eine Etappe Paris-Arras Tour
- eine Etappe Tour de Beauce

2014
- Panamerikameisterschaft – Einzelzeitfahren
- Panamerikameisterschaft – Straßenrennen

2015
- Mannschaftszeitfahren Critérium du Dauphiné
- Mannschaftszeitfahren Vuelta a España

2016
- Gesamtwertung und eine Etappe Tour du Limousin
- Mannschaftszeitfahren Eneco Tour
- Weltmeisterschaft – Mannschaftszeitfahren

2017
- Mannschaftszeitfahren Katalonien-Rundfahrt
- US-amerikanischer Meister – Einzelzeitfahren

2018
- US-amerikanischer Meister – Einzelzeitfahren

2020
- Bergwertung Tour Down Under

2021
- US-amerikanischer Meister – Straßenrennen

## Grand-Tour-Platzierungen
| Grand Tour            | 2015 | 2016 | 2017 | 2018 | 2019 | 2020 |
| --------------------- | ---- | ---- | ---- | ---- | ---- | ---- |
| Giro d’ItaliaGiro     | –    | 85   | 70   | –    | –    | 64   |
| Tour de FranceTour    | –    | –    | –    | –    | 73   | –    |
| Vuelta a EspañaVuelta | 124  | –    | –    | 81   | –    | –    |